# Thank U, Next
《Thank U, Next》는 미국의 가수 아리아나 그란데의 다섯 번째 정규 음반으로, 2019년 2월 8일 리퍼블릭 레코드를 통해 발매되었다. 이 음반은 전작 《Sweetener》(2018) 발매 6개월 만에 공개되었으며, 그란데의 개인적인 어려움 속에서 구상되었다. 특히 전 연인 맥 밀러의 사망과 피트 데이비슨과의 약혼 파경이 작업에 영향을 미쳤다.
그란데는 2018년 10월부터 음반 작업을 시작했으며, 토미 브라운, 맥스 마틴, 일리야 살만자데, 팝 완셀 등과 협업하였다. 《Thank U, Next》에서는 이전 음반들과 달리 전통적인 홍보 방식을 사용하지 않았다. 음악적으로는 팝, R&B, 트랩을 기반으로 하며, 그란데의 가장 개인적인 음반으로 평가되었다. 가사는 개인적인 결점, 슬픔과 부정, 독립, 그리고 자기 계발을 반영하고 있다.
이 음반의 첫 두 싱글 〈Thank U, Next〉와 〈7 Rings〉는 모두 빌보드 핫 100 차트 1위로 데뷔하며, 그란데의 첫 번째, 두 번째 미국 1위 곡이 되었다. 음반 발매 당일, 세 번째 싱글 〈Break Up with Your Girlfriend, I'm Bored〉가 공개되었으며, 핫 100 차트 2위를 기록했다. 또한 음반의 모든 12개 트랙이 핫 100에 진입하며, 세 개의 싱글이 1~3위를 차지해 그란데는 솔로 아티스트 최초로 해당 기록을 달성했다. 《Thank U, Next》는 전 세계 17개국 차트 정상에 올랐으며, 발매와 동시에 여러 스트리밍 기록을 경신했다. 특히 미국에서 여성 아티스트 및 팝 음반으로는 가장 높은 주간 스트리밍 기록을 세웠다. 미국 음반 산업 협회(RIAA)로부터 더블 플래티넘 인증을 받았으며, 2019년 미국 빌보드 200 연말 차트에서 2위를 차지했다. 전 세계적으로 2019년 8번째로 많이 팔린 음반이자, 여성 아티스트 중 4번째로 높은 판매량을 기록했다.
《Thank U, Next》는 발매 직후 평단의 찬사를 받았으며, 음반의 일관성과 프로덕션, 그리고 그란데의 솔직한 감정 표현이 긍정적인 평가를 얻었다. 그란데는 《Sweetener》 및 《Thank U, Next》를 지원하기 위해 2019년 3월부터 12월까지 ‘Sweetener World Tour’를 진행했으며, 총 97회의 공연으로 1억 4,600만 달러 이상의 수익을 거두었다.
다수의 매체에서 2019년 최고의 음반으로 선정했으며, 여러 연말 및 2010년대 ‘베스트 앨범’ 목록에 포함되었다. 《Thank U, Next》와 그 수록곡들은 그래미 어워드 4개 부문을 비롯해, 아메리칸 뮤직 어워드, 빌보드 뮤직 어워드, 주노 어워드 등의 후보에 올랐다.

## 곡 목록
| #            | 제목                                         | 재생 시간 |
| ------------ | -------------------------------------------- | --------- |
| 1.           | 〈Imagine〉                                  | 3:32      |
| 2.           | 〈Needy〉                                    | 2:51      |
| 3.           | 〈NASA〉                                     | 3:02      |
| 4.           | 〈Bloodline〉                                | 3:36      |
| 5.           | 〈Fake Smile〉                               | 3:28      |
| 6.           | 〈Bad Idea〉                                 | 4:27      |
| 7.           | 〈Make Up〉                                  | 2:20      |
| 8.           | 〈Ghostin〉                                  | 4:31      |
| 9.           | 〈In My Head〉                               | 3:42      |
| 10.          | 〈7 Rings〉                                  | 2:58      |
| 11.          | 〈Thank U, Next〉                            | 3:27      |
| 12.          | 〈Break Up with Your Girlfriend, I'm Bored〉 | 3:10      |
| 총 재생 시간 | 총 재생 시간                                 | 41:11     |